# Akchour
Akchour est un petit village du Maroc, à 30 km de Chefchaouen sur la route de Oued Laou.

## Tourisme
Située au nord du Maroc au fond de la vallée de Talembote, Akchour attire de plus en plus de touristes[non neutre] depuis l'ouverture du parc naturel de Talassemtane.